# Терм (логика)
Терм — выражение формального языка (системы) специального вида. По аналогии с естественным языком, где именная группа ссылается на объект, а целое предложение ссылается на факт, в математической логике терм обозначает математический объект, а формула обозначает математический факт. В частности, термы появляются как компоненты формулы.
Терм первого порядка рекурсивно определяется из символов постоянных, переменных и функций. Выражение, полученное путём применения предикатного символа к соответствующему количеству термов, называется логическим атомом, значение которого в двузначной логике на основе логической интерпретации оценивается как «истина» или «ложь». Например, {\displaystyle (x+1)*(x+1)} — это терм, построенный из константы 1, переменной x и символов двоичной функции {\displaystyle +} и {\displaystyle *}; это часть атомарной формулы {\displaystyle (x+1)*(x+1)\geq 0}, которая принимает значение «истина» для любого вещественного x.
Помимо логики, термы играют важную роль в универсальной алгебре и системах переписывания.
Множество {\displaystyle T(\Sigma )} термов сигнатуры {\textstyle \Sigma =<R,F,\mu >}, где {\displaystyle R} — множество предикатов, {\displaystyle F} — множество функций, а {\displaystyle \mu } — отображение арности для {\displaystyle \Sigma }, определяется индуктивно:
1. переменные {\displaystyle x\in V} являются термами сигнатуры {\displaystyle \Sigma }
2. если {\displaystyle t_{1},...,t_{n}} терм сигнатуры {\displaystyle \Sigma }, {\displaystyle f\in F} и {\displaystyle \mu (f)=n}, то {\displaystyle f(t_{1},...,t_{n})} — терм сигнатуры {\displaystyle \Sigma }.

Запись {\displaystyle \Theta (\tau _{1},...,\tau _{n})} при {\displaystyle n=0} обозначает {\displaystyle \Theta }. В частности, из пункта 2 получаем, что символ {\displaystyle c\in F} константы сигнатуры {\displaystyle \Sigma } является термом сигнатуры {\displaystyle \Sigma }.